# Puntate di Echoes
La miniserie televisiva Echoes è composta da 7 episodi, distribuiti sulla piattaforma online Netflix a partire dal 19 agosto 2022.
| nº | Titolo originale | Titolo italiano | Pubblicazione  |
| -- | ---------------- | --------------- | -------------- |
| 1  | Home             | Casa            | 19 agosto 2022 |
| 2  | Birthday         | Compleanno      | 19 agosto 2022 |
| 3  | Party            | Festa           | 19 agosto 2022 |
| 4  | Body             | Corpo           | 19 agosto 2022 |
| 5  | Gina             | Gina            | 19 agosto 2022 |
| 6  | Fire             | Incendio        | 19 agosto 2022 |
| 7  | Falls            | Cascate         | 19 agosto 2022 |

## Casa
- Titolo originale: Home
- Scritto da: Vanessa Gazy
- Diretto da: Kat Candler

### Trama
Leni, la gemella di Gina, scompare misteriosamente. Si presume che qualcuno sia entrato nella stalla rubando un cavallo e Leni abbia deciso di inseguirlo. Gina si precipita a Mt. Echo per dare una mano nelle ricerche e scopre che qualcosa non va. Leni le diceva che lavorava tanto in fattoria, circa 12 ore al giorno ma in realtà Jack, suo marito, le riferisce che non era mai a casa e non lavorava. Per questo ha assunto la babysitter Natasha. Gina era all'oscuro anche di questo. Al termine della giornata l'ispettrice Floss nota un uomo (non presente alle ricerche) salire su un pick up. Il giorno seguente viene ritrovato un cavallo ucciso da un colpo di arma da fuoco alla testa. Non è presente un chip per risalire al proprietario e l'agente Floss chiede a Jack se i suoi cavalli in fattoria fossero registrati chiedendogli la documentazione. In famiglia c'è tensione tra Gina e Claudia, la sorella minore. Inoltre il padre Victor sembra sapere qualcosa che non vuole dire. In nottata Gina decide di andare nel bosco e ritornare la mattina seguente spacciandosi per Leni così da cercare di capire cosa sta succedendo realmente.

## Compleanno
- Titolo originale: Birthday
- Scritto da: Vanessa Gazy
- Diretto da: Kat Candler

### Trama
Attraverso alcuni flashback si scopre che le due gemelle erano solite scambiarsi l'identità ogni anno. Nel presente Gina, nelle vesti di Leni, viene interrogata da Floss sull'accaduto ma l'agente capisce che qualcosa non torna nel suo racconto. Jack parla con Leni e dice di non crederle. È convinto che lei volesse scappare e insinua che abbia qualcun altro. Leni cerca di parlare con Meg, la sua migliore amica, ma scopre che hanno litigato perché lei ha rovinato la vita a qualcuno. L'agente Paula fa presente a Leni che Floss sta riesaminando il caso dell'incendio di una chiesa. Leni riesce a recuperare un cellulare con lo stesso numero e scopre che vendeva ketamina e collaborava con un uomo con il pick up rosso. Decide di incontrarlo e capisce che insieme avevano escogitato un piano. Comprende che l'uomo sa degli scambi d'identità tra le due gemelle. I due hanno una relazione e dovevano scappare via insieme. L'uomo si accorge che in realtà lei non è la vera Leni e le punta un coltello alla gola. A seguito dello scambio d'identità fatto un anno fa, nel presente Leni ha ripreso la sua identità per cercare la gemella scomparsa Gina. Leni racconta a Dylan che gli scambi d'identità sono voluti proprio da Gina e non sono una sua scelta. Floss si reca in hotel per parlare con Gina ma trova Leni. Intanto Leni deve vestire i panni di Gina per videochiamare suo marito Charlie e per parlare in centrale con Floss. Victor dice a Gina di essere gravemente malato e le chiede di non ripartire subito. La vera Leni carica un video di compleanno per Gina su un diario online che aveva con lei chiedendole di ritornare per sistemare le cose. Riceve un messaggio dicendole di lasciarla stare e accusandola di essere stata lei ad uccidere qualcuno con l'incendio alla chiesa.

## Festa
- Titolo originale: Party
- Scritto da: Brian Yorkey
- Diretto da: Li Lu

### Trama
È il compleanno di Leni e il padre Victor ha deciso di organizzare una festa a cui è stata invitata tutta la città. Chiede a Leni di convincere Gina a venire perché vorrebbe stare con entrambe le sue figlie. Gina incontra Meg la quale riferisce che tutto è iniziato quando suo cugino Dylan è tornato in città. Dice che Leni l'ha minacciata e che suo cugino non faceva altro che chiederle informazioni sull'incendio avvenuto in chiesa e sull'incidente di Claudia che l'ha costretta alla sedia a rotelle. Leni (nei panni di Gina) nel momento in cui sta per entrare in banca per ritirare del denaro, vede Gina e Dylan scappare via. Prova a rincorrerli ma senza successo. Poco dopo incontra Dylan sotto casa sua che le chiede i soldi e passaporti che ha lei rubato dall'appartamento. Leni gli chiede di riportare a casa Gina al più presto. Jack li vede dalla finestra e pensa che sia il suo amante. La sera alla festa di compleanno di Leni, si presenta anche Gina insieme a Charlie. Le due gemelle parlano e Gina chiede soldi e documenti a Leni altrimenti utilizzerà la pen drive sul quale ha scaricato tutto il diario online e tutti sapranno tutto. A nulla servono le parole di Leni per farle cambiare idea e sul finale Gina va via insieme a Mattie, la figlia di Leni.

## Corpo
- Titolo originale: Body
- Scritto da: Quinton Peeples
- Diretto da: Li Lu

### Trama
Mattie torna da Leni dicendole che Gina ha preso un taxi e le ha riferito che vorrà per sempre bene sia a lei che Leni. Charlie intanto prova a rintracciare Gina seguendo il segnale GPS. Viene trovato il corpo carbonizzato su un pick up e l'agente Floss ipotizza possa trattarsi di Dylan. Jack viene arrestato perché le tracce del suo furgone sono state ritrovate sulla scena del crimine insieme a fialette di ketamina presenti nella loro fattoria. Gina viene trovata sanguinante sul ciglio di una strada da un furgone e portata in clinica dalla quale fugge non appena viene stabilizzata. Leni, Victor e Charlie cercano di trovarla. Gina chiama Leni con il cellulare di Dylan chiedendole aiuto perché due uomini le stanno dando la caccia. Le chiede di andare a casa di Giorgia, la nonna di Dylan. Al suo arrivo però la nonna dice che due uomini si sono presentati con l'intento di prendere Gina e lei ha preso tempo per farla scappare. Chiede a Leni di non avvertire la polizia perché non vuole essere coinvolta. I due uomini vogliono essere risarciti per la puledra che è stata uccisa. Leni si presenta dai Towers per dargli i soldi tramite assegno e scopre che non si sono mai incontrati con Jack in un parcheggio la sera della festa di compleanno. Al ritorno verso casa Leni prova a contattare Gina ma senza successo. Viene fermata dall'agente Floss e arrestata per l'omicidio di Dylan. Nell'istante in cui viene portata in centrale, Jack sta uscendo e non la guarda nemmeno. In centrale è anche presente Gina. L'agente Floss comunica di aver trovato l'arma del delitto in macchina sua ed inoltre hanno delle foto dove si vede Leni consegnare un assegno ai Towers come per corromperli.

## Gina
- Titolo originale: Gina
- Scritto da: Julie Hébert e Mimi Won Techentin
- Diretto da: Anna Mastro

### Trama
L'episodio mostra come si sono conosciuti Gina e Dylan e di come gli scambi d'identità sono iniziati in fase adolescenziale. Gina una sera era con Dylan in chiesa quando scoppia l'incendio. Gina è la prima ad uscire mentre Dylan è ancora dentro. Viene rinvenuto il cadavere di un uomo e Dylan è ricercato per omicidio. Gina da quel momento inizia a sentirsi sola vedendo Leni sempre più unita con Jack con il quale si sposa. Si trasferisce a Los Angeles dove conosce Charlie con cui si sposa. Entrambe restano incinte. Purtroppo Gina perde la bambina e Leni le sta molto vicino. Quando è lei a partorire, Gina le dà una mano con la bambina ma si accorge che la sorella ha dei momenti in cui vorrebbe che la bambina morisse. Ci è mancato poco che affogasse. Gina le chiede di prendere una tata ma Leni è contraria. A quel punto Leni le propone lo scambio d'identità così da permetterle di riprendersi un attimo. Gli scambi però si susseguono ogni anno e Leni inizia a prendere sempre più controllo sulla sua vita. Gina, scopre che Charlie ha capito gli scambi d'identità e non ha detto nulla. Si sente tradita e l'anno successivo, nei panni di Leni, incontra Dylan. In fattoria non trova i documenti di una puledra e Jack le riferisce che i clienti pagano in contanti e che loro hanno bisogno di soldi. Non vuole assolutamente chiedere soldi a Charlie. Inizia a frequentare sempre più spesso Dylan e scopre che è stata Leni, la sera dell'incendio alla chiesa a dire a Dylan di sparire perché la polizia sospetta di Gina e bisogna proteggerla. Leni si palesa a Dylan come Gina e gli racconta tutto ed i due si baciano. La relazione va avanti e scaturisce una discussione per questo con Meg. Gina scopre di essere incinta di Dylan. Decide di escogitare un piano per prendere soldi e fuggire. Libera i cavalli dalla fattoria simulando una rapina e si dà per dispersa. Leni però arrivando in città rovina i piani in quanto riesce a rubare da casa di Dylan documenti e soldi. Gina decide di andare alla festa per salutare la famiglia prima di scappare definitivamente con Dylan. Dopo la festa Gina si reca da Giorgia per vedersi con Dylan ma la nonna le comunica che è stata proprio lei a chiamare dicendo a Dylan di incontrarsi alla baita. Corre raggiungendolo e lo trova gravemente ferito. Prova a portarlo in ospedale a bordo del pick up ma senza successo. Decide di dar fuoco al furgoncino.

## Incendio
- Titolo originale: Fire
- Scritto da: Quinton Peeples e M. K. Malone
- Diretto da: Anna Mastro

### Trama
L'episodio ripercorre tutto il piano attuato da Gina con lo scopo di far arrestare Leni per la morte di Dylan. L'agente Floss interroga Leni e successivamente arresta Gina per l'omicidio dell'uomo ucciso nell'incendio in chiesa 25 anni fa. Floss interroga entrambe le gemelle e scopre dai filmati dell'ospedale che era stata ricoverata Gina, la sera dell'incendio al pick up. Capisce che lei era incinta di Dylan e aveva perso il bambino. Gina a quel punto racconta tutto a Floss. L'agente è costretta a rilasciarle entrambe perché non sa chi ha commesso il reato. Non possono lasciare il paese fino a nuovo ordine. Charlie riferisce a Gina di sapere degli scambi ma non ha detto nulla perché convinto che lei ne avesse bisogno e voleva stare al gioco perché la ama. Jack invece non riesce a perdonare Leni per quello che ha fatto e la caccia via di casa. Victor poco prima di morire chiede scusa a Gina per non averla aiutata da bambina ma lei non riesce a capire a cosa fa riferimento. Gina accusa Leni di aver ucciso Dylan e ne scaturisce uno scontro che provoca un incendio in casa dove giace il cadavere del loro padre.

## Cascate
- Titolo originale: Falls
- Scritto da: Quinton Peeples e Vanessa Gazy
- Diretto da: Valerie Weiss

### Trama
Gina riesce a fuggire in sella ad un cavallo inseguita da Leni che vuole ucciderla. Jack intanto chiama i soccorsi vedendo casa di Victor andare a fuoco. L'episodio mostra che 25 anni fa, fu proprio Leni ad appiccare incendio in chiesa. Leni confessa a Gina di aver cercato di proteggerla da quella notte in cui vide il padre Victor uccidere la madre affogandola nella vasca da bagno. Gina a questo punto comprende le parole del padre e capisce che lui credeva fosse stata lei ad aver visto il crimine da bambina. Gesto che era stato concordato con la madre molto malata. Gina per fuggire dalla sorella una volta per tutte decide di lanciarsi giù da una cascata. Leni racconta tutto a Floss che però non le crede. Charlie intanto fa visita a Leni per capire esattamente cosa è successo. Floss sta cercando una prova per incolpare Leni dell'incendio in chiesa e tramite la viceispettrice Paula riesce a farla cadere in trappola. Leni va a salutare la figlia a scuola prima di fuggire per l'Australia. In aeroporto scopre che Gina non è morta ma ha preso un volo per il Kansas. Charlie pubblica un libro su Leni e Gina e alla presentazione una donna fa una domanda circa la presunta morte di Gina. Di ritorno a casa si scopre che Charlie vive con Gina (o forse Leni?).